# Jules Verreaux
Jules Pierre Verreaux (Parijs, 24 augustus 1807 – 6 september 1873) was een Franse natuuronderzoeker, vooral actief als plantkundige en ornitholoog.

## Biografie
Verreaux werkte in het familiebedrijf Maison Verreaux van zijn vader dat gespecialiseerd was in de handel in naturalia. Het was een van de eerste bedrijven met dit soort handel. Het bedrijf investeerde ook in verzamelreizen naar verschillende werelddelen.
Verreaux reisde in 1842 naar Australië om planten te verzamelen. In 1852 keerde hij terug naar Frankrijk met een collectie aan natuurhistorische specimen van 15.000 stuks. In 1864 werd hij assistent conservator voor de collectie van het Muséum National d'Histoire Naturelle.
Verreaux werkte ook in China en Zuid-Afrika waar hij Andrew Smith hielp bij de oprichting in 1825 van het South African Museum in Kaapstad.

## Nalatenschap
Veel dieren zijn als eerbetoon naar hem vernoemd zoals de zwarte arend (Aquila verreauxii), grijze coua (Coua verreauxi), verreauxsifaka (Propithecus verreauxi), Verreauxs duif (Leptotila verreauxi) en de gouden diksnavelmees (Suthora verreauxi).
Er zijn 67 door hem beschreven vogelsoorten die anno 2013 nog steeds als soort erkend worden, onder andere de diadeemmeestimalia en Lagrandiers baardvogel.
- Bibliothèque nationale de France: cb14062103r (data)
- Gemeinsame Normdatei: 117682020
- International Standard Name Identifier: 0000 0000 6310 609X
- Library of Congress Control Number: nb2008002728
- Base Léonore: LH//2696/6
- Nationale bibliotheek van Australië: 56862275
- Nationale Bibliotheek van Israël: 987007322186805171
- Réseau des bibliothèques de Suisse occidentale: 02-A003939125
- SNAC: w65r2bfp
- Système universitaire de documentation: 15063028X
- Virtual International Authority File: 59288571
- WorldCat: E39PBJqk7FfD9JYQWqvFvQ6dwC